# Richard Falckenberg
Richard Falckenberg, född 23 december 1851, död 28 september 1920, var en tysk filosof.
Falckenberg var professor i Erlangen, och anknöt till den tyska idealismen och Hermann Lotze. Hans arbeten faller främst inom den filosofins historiska område med arbeten som Geschichte der neueren Philosophie von Nikolaus von Kues bis zur Gegenwart (9:e upplagan 1927).